# Клан Хейг

Герб вождей клана Хейг

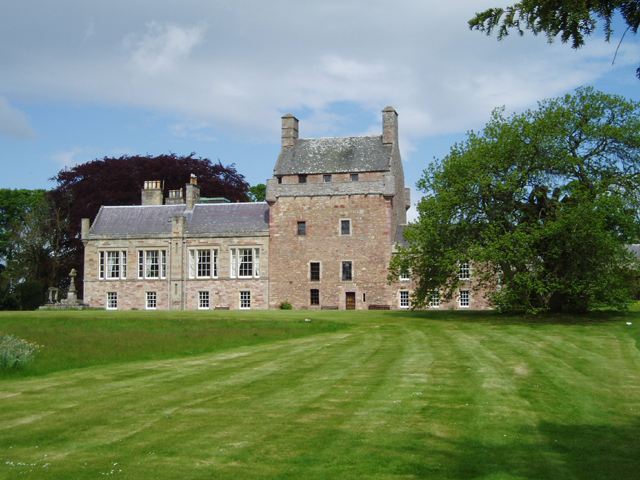
Замок Бемерсайд-хаус, резиденция вождей клана Хейг и графов Хейг

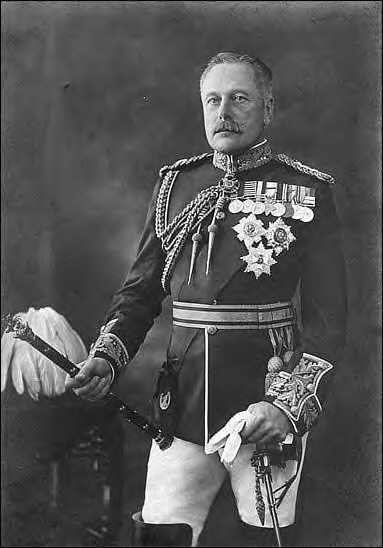
Фельдмаршал сэр Дуглас Хейг, 1-й граф Хейг (1861—1928)

Клан Хейг (скотс Clan Haig) — один из кланов равнинной части Шотландии (Лоуленд).
- Девиз клана: Tyde what may (среднеангл.) — «Что бы ни случилось» (Tide what may)
- Вождь клана: Достопочтенный Александр Хейг — 3-й граф Хейг (род. 1961)
- Резиденция вождя клана: Замок Бемерсайд-хаус
- Союзные кланы: Уоллес, Брюс
- Враждебные кланы: Дуглас.

## История клана Хейг

### Происхождение клана Хейг
Шотландский поэт XIII века Томас Рифмач в свое время провозгласил пророчество «Тайд» о том, что Хейг будет обладать Бемерсайдом на веки вечные. Земли и замок Бемерсайд находятся во владениях клана Хейг вот уже 800 лет — от времен основателя клана Петруса де Хага (Petrus de Haga). Историк Александр Нисбет утверждал, что клан Хэйг происходит от пиктов — древних аборигенов Шотландии, возможно, происходит от древних бриттов и, таким образом, принадлежит к числу древнейших шотландских кланов. Однако, очевидно, что фамилия вождей клана де Хага имеет нормандское происхождение.
Вождь клана Хейг Петрус де Хага упоминается как свидетель в грамоте, которая была дарована Ричарду де Морвилю — констеблю Шотландии в аббатстве Драйбург в 1162—1188 годах. Петрус де Хага упоминается во многих грамотах как «Доминус де Бемерсайд» (мастер де Бемерсайд). Это указывает на то, что еще в XII веке клан Хейг был крупным кланом в Шотландии и его вожди были богатыми и влиятельными магнатами в то время.
Де Хага был среди дворян, которые обвиняли в похищении Джона де Биссета за убийство графа Атолла в 1242 году.

### ХІІІ — XIV века
В XIII веке вожди клана Хейг имели титул барона. В конце XIII века король Англии Эдуард І Плантагенет, пользуясь тем, что трон Шотландии оказался вакантным, захватил Шотландию и заставил вождей шотландских кланов присягнуть ему на верность и подписать соответствующий документ — «Рагманские свитки» в 1296 году. Среди имен вождей шотландских кланов в этом документе есть и вождь клана Хейг — барон Бемерсайд. Однако после этого вождь клана Хейг поддержал восстание за независимость Шотландии под предводительством Уильяма Уоллеса и участвовал в битве у моста Стерлинг в 1297 году. 6-й лэрд Хейг был в войске Роберта Брюса — будущего короля свободной Шотландии и принимал участие в битве при Бэннокбёрне в 1314 году, хотя в то время ему было только 17 лет. Потом он погиб во время битвы при Халидон-Хилле в 1333 году.

### XV—XVI века
В 1449 году Гилберт Хейг был командиром в рядах шотландской армии, которая победила английскую армию графа Нортумберленда в битве при Сарке. Гилберт Хейг также выступил против растущей мощи клана Дуглас. Сын Гилберта Хейга — Джеймс Хейг, был сторонником короля Шотландии Якова III Стюарта. Когда король Яков III был убит в 1488 году, вождь клана Хейг был вынужден скрываться, пока он не заключил мир с его сыном и новым королем Шотландии Яковом IV.
В 1513 году Уильям Хейг из Бемерсайда погиб во время сражения при Флоддене. Однако, его сын, Роберт Хейг, 14-й лорд Хейг, отомстил за смерть отца во время битвы при Анкрум-Мур в 1544 году, где он захватил в плен лорда Эверса — английского командира. Лорд Эверс был ранен и Роберт Хейг доставил его к замку Бемерсайд, где он умер несколько дней назад и клан Хейг похоронил его в аббатстве Мелроуз.

### XVII век
В течение XVII века клан Хейг терпел гонения за свои религиозные убеждения. Вождь клана Уильям Хейг — 19-й лэрд Хейг был писарем короля Шотландии во время правления королей Якова VI и Карла I Стюартов. 21-й лорд Хейг — Энтони Хейг преследовался за членство в так называемом «Обществе друзей» — тайном религиозном обществе, которое было затем запрещено в Шотландии и в Англии, и был брошен за это за решетку. В 1629—1630 годах четыре сына вождя были убиты во время боевых действий на службе у короля Богемии.

### XVIII—XIX века
В XIX веке род вождей клана Хейг чуть не прервался, когда имения клана унаследовали три незамужние дочери вождя клана. Однако они передали имения и должность вождя клана кузену — полковнику Артуру Бальфуру Хейгу, который принадлежал к линии из Клакманана и был прямым потомком 17-го лорда Хейга. Он стал 28-м лордом и предводителем клана Хейг.

### Замок Бемерсайд
Резиденция вождей клана Хейг — замок Бемерсайд-хаус был построен в 1535 году с целью защиты от нападения англичан и враждебных шотландских кланов. В 1690 году замок был перестроен — были сделаны большие окна и камины. Затем замок неоднократно перестраивался. Последняя перестройка была осуществлена Джорджем Хейгом, 2-м графом Хейгом (1918—2009).

## Вождь клана
В настоящее время вождем клана Хейг (с 2009 года) является Александр Дуглас Деррик Хейг, 3-й граф Хейг и 3-й барон Хейг (род. 1961), единственный сын Джорджа Хейга, 2-го графа Хейга, и внук фельдмаршала сэра Дугласа Хейга, 1-го графа Хейга (1861—1928).